# Camidanlumab tesirina
Il camidanlumab tesirina, chiamato anche Cami-T e ADCT-301, è un farmaco immunoconiugato composto da un anticorpo monoclonale umano che ha per bersaglio il CD25 e da una tossina dimerica appartenente al gruppo delle pirrolobenzodiazepine, accoppiata in laboratorio all'anticorpo stesso. Prodotto dalla casa farmaceutica ACD Therapeutics, il camidanlumab tesirina è stato testato su pazienti con varie neoplasie ematologiche legate ai linfociti B, ossia alcune forme di linfoma di Hodgkin, di linfoma non-Hodgkin, di leucemia linfoblastica acuta e di leucemia mieloblastica acuta. Questo perché il CD25, cluster di differenziazione di cui il farmaco è antagonista, è iperespresso sulla superficie cellulare dei linfociti B in molti casi di linfoma e leucemia.
Sono in corso due studi clinici di fase I atti a valutare il camidanlumab tesirina nei soggetti con linfoma di Hodgkin e non-Hodgkin (recidivante o refrattario alle terapie convenzionali) e leucemia mieloide acuta CD25-positiva (recidivante o refrattaria) o leucemia linfoblastica acuta. I risultati provvisori di uno studio di fase I, in aperto, in somministrazione del farmaco con posologia progressivamente crescente, progettato per valutare il trattamento con camidanlumab tesirina nel linfoma di Hodgkin o non-Hodgkin recidivante o refrattario, mostrano tasso di risposta terapeutica al 78%, incluso un tasso di remissione completa del 44%, nei pazienti con linfoma di Hodgkin coinvolti nella sperimentazione.